# Brad Knighton
Brad Burton Knighton (Hickory, 6 februari 1985) is een Amerikaans voetballer die dienstdoet als doelman. Eind 2013 verruilde hij Vancouver Whitecaps voor New England Revolution.

## Clubcarrière
Begin 2007 nam Knighton deel aan een proefprogramma bij New England Revolution. Knighton maakte indruk en mocht op stage komen tijdens de voorbereiding op het nieuwe seizoen. Hij verzilverde uiteindelijk een contract bij de club en werd derde doelman achter Matt Reis en Doug Warren. Op 2 juli 2008 werd hij verhuurd aan Portland Timbers. Knighton werd op 25 november 2009 door Philadelphia Union gekozen in de 'MLS Expansion Draft 2009'. Zijn eerste wedstrijd in het shirt van Philadelphia was een vriendschappelijke wedstrijd tegen Manchester United, waarin hij vijfenveertig minuten speelde en zijn doel schoon hield. Zijn competitiedebuut maakte hij op 8 augustus 2010 tegen FC Dallas en ontving in die wedstrijd in de tweeëntwintigste minuut een rode kaart. Knighton eindigde zijn periode bij Philadelphia in januari van 2011 met acht competitiewedstrijden achter zijn naam.
In april van 2011 tekende hij bij Carolina RailHawks uit de North American Soccer League. Na achtentwintig wedstrijden bij de RailHawks tekende hij in januari van 2012 bij Vancouver Whitecaps. Knighton deelde daar zijn speeltijd grotendeels met Joe Cannon. In december van 2013 werd hij naar New England Revolution gestuurd.